# Leucotmemis syrphiformis
Leucotmemis syrphiformis är en fjärilsart som beskrevs av Herrich-Schäffer 1855. Leucotmemis syrphiformis ingår i släktet Leucotmemis och familjen björnspinnare. Inga underarter finns listade i Catalogue of Life.